# Hello Monster
Hello Monster (hangul: 너를 기억해; rr: Neoreul Gieokhae) é um série de televisão sul-coreana estrelada por Seo In-guk e Jang Na-ra. Vai ao ar na KBS2 às segundas e terças-feiras às 21:55 em 16 episódios desde 22 de junho de 2015.

## Enredo
Lee Hyun retorna para Coreia do exterior para participar de uma força-tarefa especial. Sem que ele soubesse, um dos membros de sua equipe, a detetive Cha Ji-an, foi investigá-lo por algum tempo. Lee Hyun estava traumatizado pelo seu passado. Ele acredita que seu pai foi assassinado por um psicopata e que o mesmo psicopata é, na verdade, seu vizinho.

## Elenco
- Seo In-guk como Lee Hyun
- Jang Na-ra como Cha Ji-an
- Lee Chun-hee como Kang Eun-hyuk
- Choi Won-young como Lee Joon-ho
- Park Bo-gum como Jung Sun-ho / Lee Min (irmão mais novo de Lee Hyun)
- Kim Jae-young como Min Seung-joo
- Shin Dong-mi como Yang Eun-jung
- Son Seung-won como Choi Eun-bok
- Min Sung-wook como Son Myung-woo
- Im Ji-eun como Hyun Ji-soo
- Nam Kyung-eup como Kang Seok-joo
- Jun Kwang-ryul como Lee Joong-min (participação)
- Tae In-ho como Yang Seung-hoon (participação)
- Do Kyung-soo como Lee Joon-young (participação; ep 1-2,8 [durante flashbacks])[7]
- Seo Young-joo como Lee Jung-ha (participação; ep. 6-7)
- Lim Seong-eon como Ji Hyun-sook (participação; ep. 9-10)
- Lee El como Jae-shik (participação; ep. 9-10)

## Classificações
| Episódio # | Data de transmissão original | Título                                       | Audiência média    | Audiência média              | Audiência média           | Audiência média              |
| Episódio # | Data de transmissão original | Título                                       | Classificação TNmS | Classificação TNmS           | Classificação AGB Nielsen | Classificação AGB Nielsen    |
| Episódio # | Data de transmissão original | Título                                       | Em todo o país     | Região Metropolitana de Seul | Em todo o país            | Região Metropolitana de Seul |
| ---------- | ---------------------------- | -------------------------------------------- | ------------------ | ---------------------------- | ------------------------- | ---------------------------- |
| 1          | 22 de junho de 2015          | História de cada criança, começa com os pais | 5.6%               | 5.4%                         | 4.7%                      | 4.7%                         |
| 2          | 23 de junho de 2015          | Olá, Monstro                                 | 5.6%               | -                            | 4.7%                      | 4.5%                         |
| 3          | 29 de junho de 2015          | Não Matarás, Mas ...                         | 5.2℅               | 5.8%                         | 4.7%                      | 4.8%                         |
| 4          | 30 de junho de 2015          | Suspeito Lee Hyun                            | 4.9%               | -                            | 4.0%                      | 4.1%                         |
| 5          | 6 de julho de 2015           | Mantivemos ser empurrado de volta ao passado | 4.6%               | -                            | 4.6%                      | 4.8%                         |
| 6          | 7 de julho de 2015           | Sangue de assassino                          | 5.4%               | -                            | 4.8%                      | 4.9%                         |
| 7          | 13 de julho de 2015          | Devemos ser parceiros?                       | 5.0%               | -                            | 4.7&                      | -                            |
| 8          | 14 de julho de 2015          | Lembre-me                                    | 4.2%               | 4.7%                         | 4.6%                      | 5.0%                         |
| 9          | 20 de julho de 2015          | Perseguidores                                | 4.5%               | 4.6℅                         | 4.9%                      | -                            |
| 10         | 21 de julho de 2015          | Por favor me Encontre                        | 4.6%               | -                            | 5.0%                      | -                            |
| 11         | 27 de julho de 2015          |                                              |                    |                              |                           |                              |
| 12         | 28 de julho de 2015          |                                              |                    |                              |                           |                              |
| 13         | 3 de agosto de 2015          |                                              |                    |                              |                           |                              |
| 14         | 4 de agosto de 2015          |                                              |                    |                              |                           |                              |
| 15         | 10 de agosto de 2015         |                                              |                    |                              |                           |                              |
| 16         | 11 de agosto de 2015         |                                              |                    |                              |                           |                              |
| Média      | Média                        | Média                                        | %                  | %                            | %                         | %                            |

O drama vai ao ar com legendas em inglês pela KBS World uma semana após a sua transmissão inicial na Coréia.